# Namarrói (distrito)
Namarrói é um distrito da província da Zambézia, em Moçambique, com sede na povoação de Sede Uetxe, também chamada de Namarrói. Tem limite, a norte com o distrito de Gurué, a oeste com o distrito de Milange, a sul e sudoeste com o distrito de Lugela e a leste com o distrito de Ile.

## Demografia

### População
Em 2007, o Censo indicou uma população de 125 999 residentes. Com uma área de 3071  km², a densidade populacional rondava os 41,03 habitantes por km².
De acordo com o Censo de 1997, o distrito tinha 95 257 habitantes e uma área de 3019 km², daqui resultando uma densidade populacional de 31,6 habitantes por km².
| 1980   | 1997   | 2007    |
| 94 939 | 95 257 | 125 999 |

## Divisão administrativa
O distrito de Namarrói está dividido em dois postos administrativos: Namarrói Sede e Regone. Estes, por sua vez, são compostos por um  total de oito localidades:
- Posto Administrativo de Namarrói Sede:
  - Lipilali
  - Marea
  - Mudine
  - Muemue
  - Uetxe
- Posto Administrativo de Regone:
  - Mutatala
  - Regone
  - Nemone